# Pol Jacquemyns
Jozef Leopold (Pol) Jacquemyns (Drogenbos, 30 november 1896 - Boechout, 9 september 1977), was een Belgische sportjournalist die vooral bekend werd in Vlaanderen. Hij was een televisiepionier in de sportverslaggeving.

## Sportwereld
Hij was eerst een drietal jaar (1914-1917) onderwijzer en werkte nadien als ambtenaar op het ministerie. Zijn eerste stukjes schreef hij in het Frans in het blad Le Vingtième Siècle. In 1929 werd door hij door Karel van Wijnendaele gevraagd om journalist te worden bij SportWereld. De uitgever wilde ook algemeen nieuws geven en deed dit onder de toepasselijke titel Het Algemeen Nieuws.
Aangeworven voor de algemene berichtgeving werd Pol Jacquemyns geleidelijke aan sportjournalist. In 1934 ging hij naar het WK voetbal in Italië en nam er de wedstrijden, die plaats hadden in Napels, voor zijn rekening.
Sportwereld werd in 1938 overgenomen door de groep rond De Standaard, het werd een katern van Het Nieuwsblad, hij bleef er in dienst. Wel was er na de Tweede Wereldoorlog een kleine onderbreking toen hij ging schrijven voor het Antwerpse blad Sporting.

## Televisie
Pol Jacquemyns werd vooral bekend voor zijn voetbalpraatje dat hij telkens gaf in Sportweekend op de toenmalige BRT. Vanaf 1953 en 16 jaar lang gaf hij een synthese van alle wedstrijden uit eerste nationale. Op zondagavond zat gans sportminnend Vlaanderen naar de buis te kijken voor zijn verslag. Nu (2009) loopt nog altijd de discussie of hij het allemaal letterlijk uit het hoofd deed ofwel dat hij gebruik maakte van de autocue. Een medium dat men in de jaren 50 en '60, bij het ruime publiek, nog niet kende.
Daarnaast was hij een verwoed duivenmelker en verzorgde ook daarover rubrieken en programma's.
Hij was de vader van Herwig Jacquemyns (1925-1992) en Herman Jacquemyns (1934-2012), beiden journalist en producer bij de vrt.